# Wolf Junge
Wolf Junge (* 5. Januar 1903 in Schwarzenberg/Sachsen; † 21. Februar 1964) war ein deutscher Seeoffizier der Reichsmarine und später der Kriegsmarine.

## Leben

### Familie und Ausbildung
Wolf Junge war der Sohn des Amtsgerichtsrates Max Junge und seiner Frau Elise, geborene Otto. Nach erfolgreich abgelegtem Abitur im März 1922 an der Fürstenschule Grimma bei Leipzig trat Junge als freiwilliger Matrose in die Reichsmarine ein. Bis zum 3. Oktober 1922 erhielt er bei der Küstenwehrabteilung Swinemünde (Küstenwehrabteilung I) seine erste infanteristische Grundausbildung. Danach folgte bis zum 3. April 1923 ein Kommando auf dem Linienschiff Hannover. Im Anschluss war Junge bis zum 30. Juni 1923 auf dem Segelschulschiff Niobe eingesetzt. Unmittelbar danach wurde er bis zum 29. März 1924 auf den Kreuzer Berlin zur ersten praktischen Bordausbildung versetzt und nahm damit an der ersten längeren Auslandsreise nach Ponta Delgada, Santa Cruz de Tenerife, La Luz/Las Palmas, Funchal und Cartagena/Spanien (15. Januar 1924 – 18. März 1924) teil. Im Rahmen der Ausbildung zum Seeoffizier folgten bis zum 5. Januar 1926 die üblichen Lehrgänge. Junge kam danach bis zum 23. September des gleichen Jahres zur zweiten praktischen Bordausbildung auf das Linienschiff Elsass und nahm damit an einer größeren Übungsfahrt (Mai bis Juni) teil, die in den Atlantik und das Mittelmeer führte. Am 1. Oktober 1926 erfolgte seine Beförderung zum Leutnant zur See.

### Militärische Karriere
Eine Woche vorher war er bereits als III. Wachoffizier auf das Torpedoboot T 190 kommandiert worden. Vom 20. Juli 1927 bis zum 13. Oktober des gleichen Jahres war Junge Wachoffizier auf dem Segelschulschiff Niobe, um danach als III. Kadettenoffizier auf den Kreuzer Berlin versetzt zu werden. Das Schiff verließ Kiel am 1. Dezember 1927 mit dem Ziel Ostasien und Australien. Nach der etwa 15 Monaten dauernden Weltreise kehrte der Kreuzer am 7. März 1929 nach Cuxhaven zurück. Junge war am 17. September 1928 zum Oberleutnant zur See befördert worden.
Seine nächsten Kommandos waren Kompanieoffizier in der I. Marineartillerieabteilung bzw. Wachoffizier (WO) im Ostseesperrverband, bis er am 25. September 1930 Adjutant in der II. Marineartillerieabteilung wurde. Danach folgten wieder einige Bordkommandos: 11. Juli 1932 bis 3. April 1933 WO auf dem Artillerieschulschiff Bremse, 4. April 1933 bis 27. September 1934 Kommandant in der Schnellbootshalbflottille, WO auf dem Linienschiff Hessen (bis zum 11. November 1934) und abschließend Wachoffizier auf den Panzerschiffen Admiral Scheer bis zum 26. September 1935, und Admiral Graf Spee bis zum 4. Oktober 1937. Seine Beförderung zum Kapitänleutnant erfolgte am 1. Juni 1934, die zum Korvettenkapitän am 1. November 1937. Vom 5. Oktober 1937 bis zum 25. Juli 1938 war Junge an der Marineakademie in Kiel, um danach ins Oberkommando der Kriegsmarine, in die Abteilung Seekriegsleitung, als Referent versetzt zu werden.

### I. Offizier und Kommandant des SchlachtschiffesTirpitz
Nach über fünf Jahren folgte wieder ein Bordkommando. Der Kapitän zur See (seit 1. April 1943, Fregattenkapitän: 1. November 1941) wurde am 25. August 1943 auf das in Norwegen liegende Schlachtschiff Tirpitz als I. Offizier kommandiert. Am 1. Mai des folgenden Jahres löste er Kapitän zur See Meyer als Kommandant ab. Am 6. September 1944 wurde er mit dem Deutschen Kreuz in Gold dekoriert.

### Kapitulation und Neuanfang
Wenige Tage vor der Vernichtung der Tirpitz wurde Junge am 4. November 1944 ins Oberkommando der Wehrmacht als 1. Admiralstabsoffizier versetzt. Vom 11. Januar 1945 bis zur Kapitulation am 8. Mai 1945 war er der 1. Führungsoffizier im Marineoberkommando der Ostsee. Nach dem Krieg gelang Junge der Einstieg ins zivile Leben. Er arbeitete sich bis zum Personalchef des KSB Unternehmens in Frankenthal (Pfalz) hoch. Am 21. Februar 1964 starb er an den Folgen eines Herzinfarkts und wurde in seinem Wohnort Lambsheim beigesetzt.